# Abe Hiroyuki (cầu thủ bóng đá)
Abe Hiroyuki (阿部 浩之 Abe Hiroyuki, sinh ngày 5 tháng 7 năm 1989) là một cầu thủ bóng đá người Nhật Bản đang chơi ở vị trí tiền vệ cho Kawasaki Frontale ở J1 League.

## Thống kê câu lạc bộ
Cập nhật đến ngày 23 tháng 2 năm 2017.
| Thành tích câu lạc bộ | Thành tích câu lạc bộ | Thành tích câu lạc bộ | Giải vô địch | Giải vô địch | Cúp                   | Cúp                   | Cúp Liên đoàn | Cúp Liên đoàn | Châu lục | Châu lục  | Khác1   | Khác1     | Tổng cộng | Tổng cộng |
| Mùa giải              | Câu lạc bộ            | Giải vô địch          | Số trận      | Bàn thắng    | Số trận               | Bàn thắng             | Số trận       | Bàn thắng     | Số trận  | Bàn thắng | Số trận | Bàn thắng | Số trận   | Bàn thắng |
| Nhật Bản              | Nhật Bản              | Nhật Bản              | Giải vô địch | Giải vô địch | Cúp Hoàng đế Nhật Bản | Cúp Hoàng đế Nhật Bản | J. League Cup | J. League Cup | Châu Á   | Châu Á    |         |           | Tổng cộng | Tổng cộng |
| --------------------- | --------------------- | --------------------- | ------------ | ------------ | --------------------- | --------------------- | ------------- | ------------- | -------- | --------- | ------- | --------- | --------- | --------- |
| 2012                  | Gamba Osaka           | J1                    | 18           | 2            | 3                     | 1                     | 1             | 0             | 0        | 0         | –       | –         | 22        | 3         |
| 2013                  | Gamba Osaka           | J2                    | 30           | 5            | 2                     | 0                     | –             | –             | –        | –         | –       | –         | 32        | 5         |
| 2014                  | Gamba Osaka           | J1                    | 30           | 7            | 3                     | 0                     | 9             | 3             | –        | –         | –       | –         | 42        | 10        |
| 2015                  | Gamba Osaka           | J1                    | 31           | 4            | 4                     | 0                     | 4             | 1             | 12       | 3         | 5       | 0         | 56        | 8         |
| 2016                  | Gamba Osaka           | J1                    | 24           | 3            | 1                     | 0                     | 2             | 1             | 3        | 0         | 1       | 0         | 31        | 4         |
| Tổng                  | Tổng                  | Tổng                  | 133          | 21           | 13                    | 1                     | 16            | 5             | 15       | 3         | 6       | 0         | 183       | 30        |
| 2017                  | Kawasaki Frontale     | J1                    | 0            | 0            | 0                     | 0                     | 0             | 0             | 0        | 0         | –       | –         | 0         | 0         |
| Tổng                  | Tổng                  | Tổng                  | 0            | 0            | 0                     | 0                     | 0             | 0             | 0        | 0         | –       | –         | 0         | 0         |
| Tổng cộng sự nghiệp   | Tổng cộng sự nghiệp   | Tổng cộng sự nghiệp   | 133          | 21           | 13                    | 1                     | 16            | 5             | 15       | 3         | 6       | 0         | 183       | 30        |

 1 Bao gồm số lần ra sân ở J. League Championship, Siêu cúp Nhật Bản và Giải bóng đá vô địch Suruga Bank.
Thành tích đội dự bị
| Thành tích câu lạc bộ | Thành tích câu lạc bộ | Thành tích câu lạc bộ | Giải vô địch | Giải vô địch | Tổng cộng | Tổng cộng |
| Mùa giải              | Câu lạc bộ            | Giải vô địch          | Số trận      | Bàn thắng    | Số trận   | Bàn thắng |
| Nhật Bản              | Nhật Bản              | Nhật Bản              | Giải vô địch | Giải vô địch | Tổng cộng | Tổng cộng |
| --------------------- | --------------------- | --------------------- | ------------ | ------------ | --------- | --------- |
| 2016                  | U-23 Gamba Osaka      | J3                    | 2            | 0            | 2         | 0         |
| Tổng cộng sự nghiệp   | Tổng cộng sự nghiệp   | Tổng cộng sự nghiệp   | 2            | 0            | 2         | 0         |

## Danh hiệu
Gamba Osaka
- J. League Division 1 – 2014
- J. League Division 2 – 2013
- Cúp Hoàng đế Nhật Bản – 2014, 2015
- J. League Cup – 2014
- Siêu cúp Nhật Bản – 2015

Kawasaki Frontale
- J. League Division 1 – 2017